# Фудбалска репрезентација Словачке
Фудбалска репрезентација Словачке је национални фудбалски тим који представља Словачку на међународним такмичењима.
Утакмице као домаћин игра на стадиону Техелње поле у Братислави. Током два наврата од 1918. до 1939. и од 1945. до 1993. фудбалери са простора данашње Словачке наступали су за репрезентацију Чехословачке. Највећи успех је пласман на Светско првенство 2010. у Јужној Африци.

## Успеси

### Светска првенства
- 1930—1994. види Чехословачка

| 1998.  | Није се квалификовала | Није се квалификовала | Није се квалификовала | Није се квалификовала | Није се квалификовала | Није се квалификовала | Није се квалификовала | Није се квалификовала |
| 2002.  | Није се квалификовала | Није се квалификовала | Није се квалификовала | Није се квалификовала | Није се квалификовала | Није се квалификовала | Није се квалификовала | Није се квалификовала |
| 2006.  | Није се квалификовала | Није се квалификовала | Није се квалификовала | Није се квалификовала | Није се квалификовала | Није се квалификовала | Није се квалификовала | Није се квалификовала |
| 2010.  | Осмина финала         |                       |                       |                       |                       |                       |                       |                       |
| 2014.  | Није се квалификовала | Није се квалификовала | Није се квалификовала | Није се квалификовала | Није се квалификовала | Није се квалификовала | Није се квалификовала | Није се квалификовала |
| 2018.  | Није се квалификовала | Није се квалификовала | Није се квалификовала | Није се квалификовала | Није се квалификовала | Није се квалификовала | Није се квалификовала | Није се квалификовала |
| 2022.  | Није се квалификовала | Није се квалификовала | Није се квалификовала | Није се квалификовала | Није се квалификовала | Није се квалификовала | Није се квалификовала | Није се квалификовала |
| Укупно | 1/7                   |                       |                       |                       |                       |                       |                       |                       |

### Европска првенства
- 1960—1992. види Чехословачка

| 1996. до 2012. | Није се квалификовала | Није се квалификовала | Није се квалификовала | Није се квалификовала | Није се квалификовала | Није се квалификовала | Није се квалификовала | Није се квалификовала |
| 2016.          | Осмина финала         |                       |                       |                       |                       |                       |                       |                       |
| 2020.          | Групна фаза           |                       |                       |                       |                       |                       |                       |                       |
| 2024.          | Осмина финала         |                       |                       |                       |                       |                       |                       |                       |
| Укупно         | 3/8                   |                       |                       |                       |                       |                       |                       |                       |

### Лига нација
| Рекорди у УЕФА Лиги нација | Рекорди у УЕФА Лиги нација | Рекорди у УЕФА Лиги нација | Рекорди у УЕФА Лиги нација | Рекорди у УЕФА Лиги нација | Рекорди у УЕФА Лиги нација | Рекорди у УЕФА Лиги нација | Рекорди у УЕФА Лиги нација | Рекорди у УЕФА Лиги нација | Рекорди у УЕФА Лиги нација | Рекорди у УЕФА Лиги нација |
| Сезона                     | Лига                       | Група                      | ИГ                         | П                          | Н                          | И                          | ГД                         | ГП                         | П/И                        | Поз.                       |
| -------------------------- | -------------------------- | -------------------------- | -------------------------- | -------------------------- | -------------------------- | -------------------------- | -------------------------- | -------------------------- | -------------------------- | -------------------------- |
| 2018/19.                   | Б                          | 1                          | 4                          | 1                          | 0                          | 3                          | 5                          | 5                          | Same position              | 21.                        |
| 2020/21.                   | Б                          | 2                          | 6                          | 1                          | 1                          | 4                          | 5                          | 10                         | Пад                        | 30.                        |
| 2022/23.                   | Ц                          | 3                          | 6                          | 2                          | 1                          | 3                          | 5                          | 6                          | Same position              | 43.                        |
| Укупно                     | Укупно                     | Укупно                     | 16                         | 4                          | 2                          | 10                         | 15                         | 21                         |                            |                            |

### Пријатељске утакмице
| Словачка                | 2:1    | Финска              |
| ----------------------- | ------ | ------------------- |
| Холошко 1’, · Хамшик 7’ | Детаљи | Хубочан (аг.) 45+2’ |

## Селектори
| Name                          | Years     | ИГ  | П  | Н  | И  | ГД  | ГП  | ГР  | БУ   |
| ----------------------------- | --------- | --- | -- | -- | -- | --- | --- | --- | ---- |
| Јозеф Венглош                 | 1993–1995 | 16  | 5  | 4  | 7  | 21  | 30  | -9  | 1.19 |
| Јозеф Јанкоч                  | 1995–1998 | 34  | 18 | 6  | 10 | 51  | 33  | +18 | 1.76 |
| Душан Радолски                | 1998      | 1   | 0  | 0  | 1  | 1   | 3   | -2  | 0.00 |
| Душан Галис                   | 1999      |     |    |    |    |     |     |     |      |
| Јозеф Адамец                  | 1999–2001 | 34  | 13 | 11 | 10 | 38  | 31  | +7  | 1.47 |
| Ладислав Јуркемик             | 2002–2003 | 19  | 6  | 5  | 8  | 27  | 26  | +1  | 1.21 |
| Душан Галис                   | 2004–2006 | 31  | 12 | 12 | 7  | 53  | 36  | +17 | 1.55 |
| Јан Коцијан                   | 2006–2008 | 17  | 3  | 5  | 9  | 30  | 28  | +2  | 0.82 |
| Владимир Вајс                 | 2008–2012 | 21  | 10 | 3  | 8  | 37  | 27  | +10 | 1.57 |
| Михал Хип                     | 2012      |     |    |    |    |     |     |     |      |
| Михал Хип и Станислав Грига   | 2012–2013 |     |    |    |    |     |     |     |      |
| Јан Козак                     | 2013–2018 |     |    |    |    |     |     |     |      |
| Штефан Таркович               | 2018      |     |    |    |    |     |     |     |      |
| Павел Хапал                   | 2018–2020 |     |    |    |    |     |     |     |      |
| Штефан Таркович               | 2020–2022 |     |    |    |    |     |     |     |      |
| Самјуел Словак и Марек Минтал | 2022      |     |    |    |    |     |     |     |      |
| Франческо Калцона             | 2022–     |     |    |    |    |     |     |     |      |
| Totals                        | Totals    | 173 | 67 | 46 | 60 | 258 | 214 | +44 | 1.43 |

## Тренутни састав
Ажурирано: 16. октобар 2018.
Селектор:  Павел Хапал
| Име               | Датум рођења        | Наступи | Голови  | Клуб                  |
| Голмани           | Голмани             | Голмани | Голмани | Голмани               |
| ----------------- | ------------------- | ------- | ------- | --------------------- |
| Мартин Дубравка   | 15. јануар 1989.    | 14      | 0       | Њукасл јунајтед       |
| Михал Шула        | 15. јул 1991.       | 3       | 0       | Слован Братислава     |
| Адам Јакубех      | 2. јануар 1997.     | 1       | 0       | Лил                   |
| Одбрана           |                     |         |         |                       |
| Мартин Шкртел (к) | 15. децембар 1984.  | 101     | 6       | Фенербахче            |
| Петер Пекарик     | 30. октобар 1986.   | 83      | 2       | Херта Берлин          |
| Томаш Хубочан     | 17. септембар 1985. | 64      | 0       | Олимпик Марсељ        |
| Норберт Гјомбер   | 3. јул 1992.        | 21      | 0       | Перуђа                |
| Милан Шкрињар     | 11. фебруар 1995.   | 21      | 0       | Интер                 |
| Љубомир Шатка     | 2. децембар 1995.   | 6       | 0       | Дунајска Стреда       |
| Давид Ханко       | 13. децембар 1997.  | 2       | 0       | Фјорентина            |
| Средина           |                     |         |         |                       |
| Марек Хамшик      | 27. јул 1987.       | 109     | 22      | Наполи                |
| Владимир Вајс     | 30. новембар 1989.  | 66      | 7       | Ал Гарафа             |
| Јурај Куцка       | 26. фебруар 1987.   | 62      | 6       | Трабзонспор           |
| Роберт Мак        | 8. март 1991.       | 49      | 10      | Зенит Санкт Петербург |
| Ондреј Дуда       | 5. децембар 1994.   | 28      | 4       | Херта Берлин          |
| Патрик Хрошовски  | 22. април 1992.     | 22      | 0       | Викторија Плзењ       |
| Јан Грегуш        | 29. јануар 1991.    | 20      | 2       | Копенхаген            |
| Ерик Сабо         | 22. новембар 1991.  | 17      | 0       | Хапоел Бе'ер Шева     |
| Алберт Руснак     | 7. јул 1994.        | 15      | 3       | Реал Салт Лејк        |
| Станислав Лоботка | 25. новембар 1994.  | 14      | 2       | Селта Виго            |
| Матуш Беро        | 6. септембар 1995.  | 6       | 0       | Витесе                |
| Напад             |                     |         |         |                       |
| Адам Немец        | 2. септембар 1985.  | 41      | 13      | Папос                 |
| Самјуел Мраз      | 13. мај 1997.       | 1       | 0       | Емполи                |